# Суручан, Егор Фёдорович
Его́р Фёдорович Суруча́н (1864 — 10 июля 1925) — председатель Кишиневской уездной земской управы, член IV Государственной думы от Бессарабской губернии.

## Биография
Православный. Из молдавского боярского рода. Землевладелец Кишиневского и Оргеевского уездов (2000 десятин).
Образование получил в Кишиневской классической гимназии, где окончил 7 классов.
В течение 5 лет был земским начальником в Кишиневском уезде. В 1903 году был избран членом Кишиневской уездной земской управы, а в 1905 году — председателем этой же управы, в каковой должности состоял до 1909 года. Кроме того, состоял почетным мировым судьей Кишиневского уезда.
В 1912 году был избран членом Государственной думы от Бессарабской губернии. Входил во фракцию центра и Прогрессивный блок. Состоял членом комиссий: о путях сообщения, сельскохозяйственной, по городским делам, продовольственной и земельной.
Умер в 1925 году в австрийском Бадене. Был женат, имел двоих детей.